# Мамадышский район
Мамадышский район (тат. Мамадыш районы) — административно-территориальная единица и муниципальное образование (муниципальный район) в составе Республики Татарстан Российской Федерации.
Административный центр — город Мамадыш.
В XII веке на месте района находилось поселение «Ак Кирмэн», современные границы Мамадышский район приобрёл в 1930 году. На его территории работают промышленный парк «Вятка» и две промышленные площадки «Сельхозтехника» и «Сельхозхимия».

## География
Мамадышский район расположен на северо-востоке Республики Татарстан, на восточной части Русской равнины. Протяжённость территории с севера на юг составляет 70 км, с запада на восток — 80 км. Общая площадь — 2,6 тыс. км². С востока к нему примыкает Елабужский район, на западе район граничит с Тюлячинским и Сабинским районами, на севере — с Кукморским районом Татарстана, на северо-востоке — с Удмуртской Республикой. Границы района на востоке определяются рекой Вятка, на юге — Камой. Всего площадь водного фонда составляет 98 км². Климат района континентальный: летний сезон сухой и непродолжительный, но зима тёплая.

## История

### Этимология
Название Мамадыш впервые упоминается в летописях 1151 года, из которых понятно, что между территорией современного района и Киевской Русью существовали торговые связи. Происхождение названия больше связано с легендами, в которых говорится о том, что поселение названо в честь первого человека, поселившегося на этой территории: «Починок Мамадыш основан на пустоши на правом берегу реки Вятка при впадении в неё реки Ошмы стариком Мамадышем, выселившимся сюда после разорения Булгара ханом Тамерланом в конце XIV века (1391 год)». Эта дата и считается официальным днём рождения города.

### Предыстория
В XI веке на территории современного Мамадышского района располагалась крепость Кирменского городища в качестве северного форпоста, в котором жили исключительно воеводы. В начале XII века на территории появляется булгарское поселение «Ак Кирмэн», или «Белая крепость». Известно, что она была центром удельного княжества Волжско-Камской Булгарии. Согласно легендам, здесь останавливалась на отдых принцесса Казанского ханства Сююмбике.
В 1552 году, после взятия Казани, земли бывшего поселения включили в состав Российского государства. Первым русским селением стала деревня Омара, существующая до сих пор. 3 июля 1613 года была подписана грамота об образовании в Казанском воеводстве на месте старой Мамадышской пустоши монастырского села Троицкое-Мамадыш. Остальная часть современной территории района относилась к землям Зуйского, Московского, Донского монастырей и Казанского архиерейского дома. В 1743 году в селе Кукмор Асафула Иноземцев открыл Таишевский медеплавильный завод, который до 1747 года был крупнейшим медеплавильным заводом Поволжья. В 1774 году значительная часть населения примкнула к отрядам Емельяна Пугачёва в ходе его восстания, но отряд капитана Якова Михалчукова подавил бунт в селе, которое после этого пришлось отстраивать заново. 28 сентября 1781 года по Указу Екатерины II село Мамадыш возведено в ранг уездного города Казанского наместничества, с 1796-го — Казанской губернии. К 1859 году в городе работали два салотоплённых, три кожевенных, два круподёрных, один поташный, два кирпичных завода и ткацко-кулёчная фабрика. В 1883 году в части Заошминской слободы открылся винокуренный завод имени Щербакова, оснащённый импортным оборудованием. К началу XX века на нём работали около 100 человек.
В период Гражданской войны в районе было неспокойно: в 1917 году к власти в Мамадыше пришли большевики, разогнав уездное земство, но уже в 1918-м белогвардейцы захватили город. После захвата Колчаком территории Татарстана, линия фронта проходила по Вятке — вблизи Мамадыша. Крестьяне уезда предоставили фронту более 10 000 подвод для эвакуации учреждений, машин, грузов, драгоценного имущества. В мае 1919 года боевые действия около уезда прекратились, власть оказалась в руках красноармейцев. В 1920 году был образован Мамадышский кантон. 26 марта 1959 года к Мамадышскому району была присоединёна часть территории упразднённого Кзыл-Юлдузского района. На время Второй Мировой войны многие предприятия района выпускали продукцию для фронта, а в 1941-м были созданы курсы трактористок, на которых за год обучали 80 девушек. 1 февраля 1963 года часть упразднённых Рыбно-Слободского и Таканышского районов была присоединёна к Мамадышскому району.

### Современность
С 2006 года Мамадышский район возглавлял Рустам Калимуллин, он покинул пост в 2010 году в связи с переходом на должность главы Высокогорского района республики Татарстан. На его место пришёл Анатолий Иванов, который на 2020 год остаётся на своём посту. В 2020-м Владимир Путин наградил Иванова медалью «За заслуги перед Отечеством» II степени. Всего на счету руководителя Мамадышского района пять медалей.

## Население

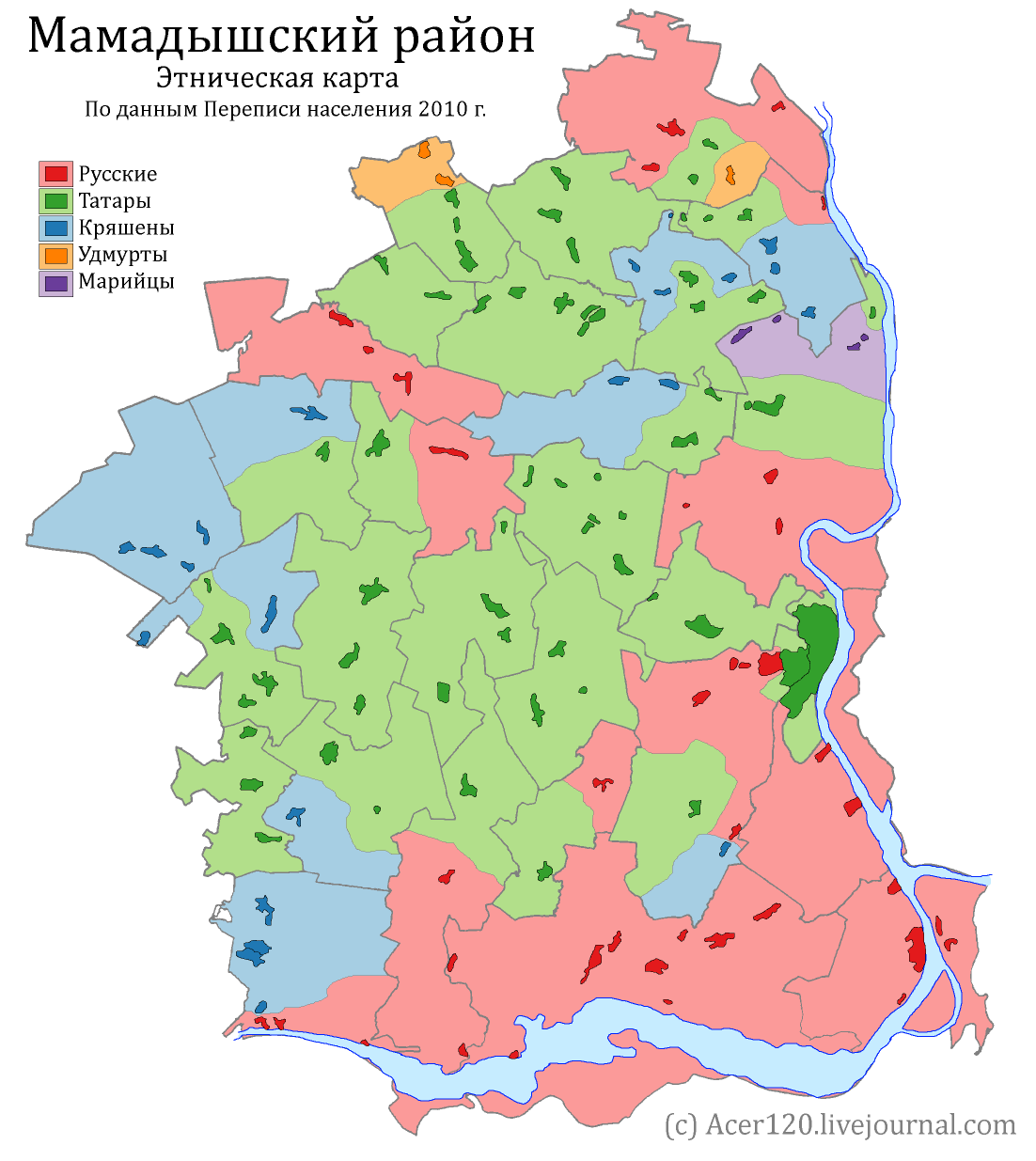
Этническая карта Мамадышского района

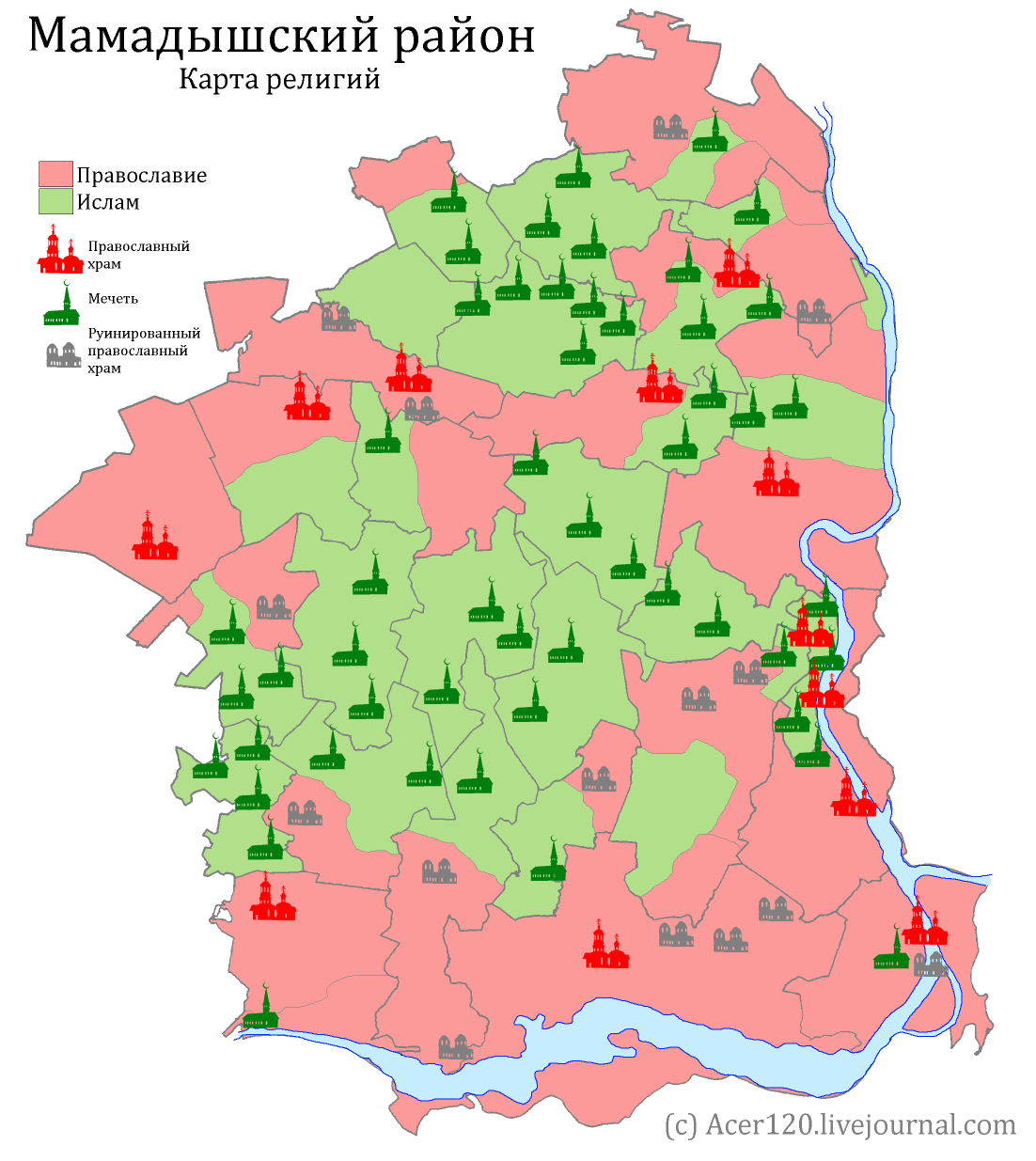
Религиозная карта Мамадышского района

На начало 2020 года в Мамадышском районе проживают 41 611 человек. По национальному составу население (из числа указавших национальность по переписи 2020 года) разделяется следующим образом: 75,0 % татар, 21,4 % русских 1,2 % марийцев, 1,1 % удмуртов.
| 2002    | 2003    | 2004    | 2005    | 2006    | 2007    | 2008    |
| ------- | ------- | ------- | ------- | ------- | ------- | ------- |
| 48 075  | ↗48 600 | ↘47 400 | ↘46 573 | ↘46 220 | ↘45 827 | ↘45 592 |
| 2009    | 2010    | 2011    | 2012    | 2013    | 2014    | 2015    |
| →45 592 | ↘45 005 | ↘44 907 | ↘44 417 | ↘44 400 | ↘44 198 | ↘43 802 |
| 2016    | 2017    | 2018    | 2019    | 2021    |         |         |
| ↘43 458 | ↘43 025 | ↘42 550 | ↘42 021 | ↘40 625 |         |         |

## Муниципально-территориальное устройство
В Мамадышский муниципальный район на нижнем уровне организации местного самоуправления входят 29 муниципальных образований, в  том числе 1 городское и 28 сельских поселений.
| №        | Муниципальное образование           | Административный центр        | Количество населённых пунктов | Население (чел.) | Площадь (км²) |
| -------- | ----------------------------------- | ----------------------------- | ----------------------------- | ---------------- | ------------- |
| 1e-06    | Городское поселение                 |                               |                               |                  |               |
| 1        | город Мамадыш                       | город Мамадыш                 | 1                             | ↘15 726          |               |
| 1.000002 | Сельские поселения                  |                               |                               |                  |               |
| 2        | Албайское сельское поселение        | село Албай                    | 4                             | ↘311             |               |
| 3        | Верхнеошминское сельское поселение  | село Верхняя Ошма             | 7                             | ↘707             |               |
| 4        | Дюсьметьевское сельское поселение   | село Дюсьметьево              | 4                             | ↘996             |               |
| 5        | Ишкеевское сельское поселение       | село Ишкеево                  | 2                             | ↘431             |               |
| 6        | Катмышское сельское поселение       | село Катмыш                   | 3                             | ↘796             |               |
| 7        | Кемеш-Кульское сельское поселение   | село Кемеш-Куль               | 3                             | ↘654             |               |
| 8        | Кляушское сельское поселение        | деревня Пойкино               | 6                             | ↘624             |               |
| 9        | Красногорское сельское поселение    | посёлок совхоза «Мамадышский» | 8                             | ↗4588            |               |
| 10       | Куюк-Ерыксинское сельское поселение | село Новый Кумазан            | 10                            | ↘1483            |               |
| 11       | Малокирменское сельское поселение   | село Малые Кирмени            | 4                             | ↘772             |               |
| 12       | Нижнеошминское сельское поселение   | село Нижняя Ошма              | 2                             | ↘1045            |               |
| 13       | Нижнесуньское сельское поселение    | село Нижняя Сунь              | 3                             | ↘614             |               |
| 14       | Нижнетаканышское сельское поселение | село Нижний Таканыш           | 5                             | ↘1438            |               |
| 15       | Нижнешандерское сельское поселение  | село Зюри                     | 7                             | ↘542             |               |
| 16       | Никифоровское сельское поселение    | село Никифорово               | 2                             | ↘416             |               |
| 17       | Олуязское сельское поселение        | село Олуяз                    | 6                             | ↘1450            |               |
| 18       | Омарское сельское поселение         | село Омары                    | 9                             | ↘747             |               |
| 19       | Отарское сельское поселение         | село Отарка                   | 2                             | ↘672             |               |
| 20       | Сокольское сельское поселение       | село Соколка                  | 5                             | ↘666             |               |
| 21       | Среднекирменское сельское поселение | село Средние Кирмени          | 3                             | ↘489             |               |
| 22       | Суньское сельское поселение         | село Малая Сунь               | 3                             | ↘929             |               |
| 23       | Тавельское сельское поселение       | село Тавели                   | 3                             | ↗423             |               |
| 24       | Уразбахтинское сельское поселение   | село Уразбахтино              | 2                             | ↘266             |               |
| 25       | Урманчеевское сельское поселение    | посёлок Зверосовхоза          | 8                             | ↘2866            |               |
| 26       | Усалинское сельское поселение       | село Усали                    | 6                             | ↘1211            |               |
| 27       | Шадчинское сельское поселение       | село Шадчи                    | 7                             | →1156            |               |
| 28       | Шемяковское сельское поселение      | деревня Шемяк                 | 2                             | →488             |               |
| 29       | Якинское сельское поселение         | село Нижние Яки               | 3                             | ↘642             |               |

## Населённые пункты
В районе 130 населённых пунктов, в том числе один город и 129 сельских населённых пунктов.
| №   | Населённый пункт                | Тип     | Население | Муниципальное образование           |
| --- | ------------------------------- | ------- | --------- | ----------------------------------- |
| 1   | Мамадыш                         | город   | ↘15 726   | город Мамадыш                       |
| 2   | Алан                            | деревня | 3         | Среднекирменское сельское поселение |
| 3   | Албай                           | село    | 232       | Албайское сельское поселение        |
| 4   | Алгаево                         | село    | 253       | Кемеш-Кульское сельское поселение   |
| 5   | Алкино                          | село    | 43        | Верхнеошминское сельское поселение  |
| 6   | Арташка                         | село    | 139       | Среднекирменское сельское поселение |
| 7   | Ахманово                        | деревня | 257       | Дюсьметьевское сельское поселение   |
| 8   | Баскан                          | деревня | 272       | Катмышское сельское поселение       |
| 9   | Белый Ключ                      | деревня | 54        | Верхнеошминское сельское поселение  |
| 10  | Беляев Починок                  | посёлок | 10        | Красногорское сельское поселение    |
| 11  | Берёзовая Грива                 | деревня | 1         | Омарское сельское поселение         |
| 12  | Берёзовая Поляна                | посёлок | 5         | Нижнешандерское сельское поселение  |
| 13  | Берёзовский                     | посёлок | 22        | Омарское сельское поселение         |
| 14  | Берсут                          | село    | 90        | Урманчеевское сельское поселение    |
| 15  | Берсут-Сукаче                   | деревня | 248       | Усалинское сельское поселение       |
| 16  | Большая Шия                     | село    | 296       | Куюк-Ерыксинское сельское поселение |
| 17  | Большие Уськи                   | деревня | 247       | Кемеш-Кульское сельское поселение   |
| 18  | Большой Арташ                   | село    | 84        | Албайское сельское поселение        |
| 19  | Вандовка                        | деревня | 27        | Омарское сельское поселение         |
| 20  | Васильево                       | село    | 135       | Ишкеевское сельское поселение       |
| 21  | Вахитово                        | село    | 154       | Шадчинское сельское поселение       |
| 22  | Верхние Яки                     | село    | 203       | Малокирменское сельское поселение   |
| 23  | Верхний Арняш                   | деревня | 91        | Албайское сельское поселение        |
| 24  | Верхний Берсут                  | село    | 339       | Усалинское сельское поселение       |
| 25  | Верхний Секинесь                | деревня | 43        | Омарское сельское поселение         |
| 26  | Верхний Таканыш                 | деревня | 284       | Нижнетаканышское сельское поселение |
| 27  | Верхний Шандер                  | посёлок | 0         | Нижнешандерское сельское поселение  |
| 28  | Верхняя Кузгунча                | деревня | 115       | Олуязское сельское поселение        |
| 29  | Верхняя Ошма                    | село    | 460       | Верхнеошминское сельское поселение  |
| 30  | Верхняя Сунь                    | село    | 520       | Суньское сельское поселение         |
| 31  | Владимирово                     | село    | 304       | Усалинское сельское поселение       |
| 32  | Грахань                         | село    | 28        | Сокольское сельское поселение       |
| 33  | Гришкино                        | деревня | 149       | Куюк-Ерыксинское сельское поселение |
| 34  | Гурьевка                        | село    | 50        | Кляушское сельское поселение        |
| 35  | Дигитли                         | село    | 275       | Якинское сельское поселение         |
| 36  | Дружба                          | посёлок | 120       | Усалинское сельское поселение       |
| 37  | Дусаево                         | деревня | 241       | Олуязское сельское поселение        |
| 38  | Дюсьметьево                     | село    | 327       | Дюсьметьевское сельское поселение   |
| 39  | Еникей Чишма                    | село    | 164       | Катмышское сельское поселение       |
| 40  | Зверосовхоза                    | посёлок | 841       | Урманчеевское сельское поселение    |
| 41  | Зюри                            | село    | 338       | Нижнешандерское сельское поселение  |
| 42  | Ишкеево                         | село    | 399       | Ишкеевское сельское поселение       |
| 43  | Каменный Починок                | деревня | 39        | Красногорское сельское поселение    |
| 44  | Камский леспромхоз              | село    | 1425      | Урманчеевское сельское поселение    |
| 45  | Каргали                         | деревня | 49        | Куюк-Ерыксинское сельское поселение |
| 46  | Катмыш                          | село    | 491       | Катмышское сельское поселение       |
| 47  | Кемеш-Куль                      | село    | 305       | Кемеш-Кульское сельское поселение   |
| 48  | Кляуш                           | село    | 192       | Кляушское сельское поселение        |
| 49  | Комаровка                       | деревня | 84        | Нижнешандерское сельское поселение  |
| 50  | Красная Горка                   | село    | 1333      | Красногорское сельское поселение    |
| 51  | Крещёная Ерыкса                 | село    | 160       | Дюсьметьевское сельское поселение   |
| 52  | Крещёный Пакшин                 | село    | 63        | Красногорское сельское поселение    |
| 53  | Кук-Чишма                       | деревня | 15        | Усалинское сельское поселение       |
| 54  | Кулуш Пустошь                   | деревня | 9         | Омарское сельское поселение         |
| 55  | Кулуши                          | село    | 188       | Нижнесуньское сельское поселение    |
| 56  | Кумазанского лесничества        | посёлок | 118       | Верхнеошминское сельское поселение  |
| 57  | Куюк Ерыкса                     | село    | 592       | Куюк-Ерыксинское сельское поселение |
| 58  | Максимов Починок                | село    | 48        | Красногорское сельское поселение    |
| 59  | Малая Сунь                      | село    | 352       | Суньское сельское поселение         |
| 60  | Малмыжка                        | село    | 97        | Куюк-Ерыксинское сельское поселение |
| 61  | Малые Кирмени                   | село    | 439       | Малокирменское сельское поселение   |
| 62  | Нагашево                        | деревня | 43        | Тавельское сельское поселение       |
| 63  | Нижние Яки                      | село    | 463       | Якинское сельское поселение         |
| 64  | Нижний Таканыш                  | село    | 936       | Нижнетаканышское сельское поселение |
| 65  | Нижний Шандер                   | село    | 187       | Нижнешандерское сельское поселение  |
| 66  | Нижняя Кузгунча                 | село    | 282       | Олуязское сельское поселение        |
| 67  | Нижняя Ошма                     | село    | 1057      | Нижнеошминское сельское поселение   |
| 68  | Нижняя Сунь                     | село    | 494       | Нижнесуньское сельское поселение    |
| 69  | Нижняя Уча                      | деревня | 223       | Нижнетаканышское сельское поселение |
| 70  | Никифорово                      | село    | 324       | Никифоровское сельское поселение    |
| 71  | Новая Уча                       | деревня | 112       | Нижнетаканышское сельское поселение |
| 72  | Новое Мочалкино                 | деревня | 137       | Шадчинское сельское поселение       |
| 73  | Новый                           | посёлок | 473       | Урманчеевское сельское поселение    |
| 74  | Новый Закамский                 | посёлок | 38        | Сокольское сельское поселение       |
| 75  | Новый Кумазан                   | село    | 443       | Куюк-Ерыксинское сельское поселение |
| 76  | Новый Черкас                    | деревня | 1         | Куюк-Ерыксинское сельское поселение |
| 77  | Нурма                           | деревня | 168       | Малокирменское сельское поселение   |
| 78  | Олуяз                           | село    | 537       | Олуязское сельское поселение        |
| 79  | Омарский Починок                | деревня | 73        | Омарское сельское поселение         |
| 80  | Омары                           | село    | 414       | Омарское сельское поселение         |
| 81  | Отарка                          | село    | 287       | Отарское сельское поселение         |
| 82  | Пойкино                         | деревня | 235       | Кляушское сельское поселение        |
| 83  | Покровское                      | село    | 9         | Якинское сельское поселение         |
| 84  | Рагозино                        | село    | 152       | Омарское сельское поселение         |
| 85  | Рахматова Поляна                | посёлок | 61        | Нижнесуньское сельское поселение    |
| 86  | Русские Кирмени                 | село    | 23        | Уразбахтинское сельское поселение   |
| 87  | Русский Пакшин                  | посёлок | 77        | Красногорское сельское поселение    |
| 88  | Сарбаш                          | деревня | 54        | Кляушское сельское поселение        |
| 89  | Сарбаш Пустошь                  | деревня | 233       | Олуязское сельское поселение        |
| 90  | Сартык                          | село    | 161       | Никифоровское сельское поселение    |
| 91  | Секинесь                        | село    | 171       | Омарское сельское поселение         |
| 92  | совхоза «Мамадышский»           | посёлок | ↗3070     | Красногорское сельское поселение    |
| 93  | совхоза «Пятилетка»             | посёлок | 455       | Отарское сельское поселение         |
| 94  | Соколка                         | село    | 607       | Сокольское сельское поселение       |
| 95  | Сокольского лесничества         | посёлок | 42        | Сокольское сельское поселение       |
| 96  | Сотово                          | село    | 210       | Урманчеевское сельское поселение    |
| 97  | Сотый                           | посёлок | 0         | Куюк-Ерыксинское сельское поселение |
| 98  | Средние Кирмени                 | село    | 412       | Среднекирменское сельское поселение |
| 99  | Средний Таканыш                 | деревня | 97        | Нижнетаканышское сельское поселение |
| 100 | Средний Шандер                  | деревня | 19        | Нижнешандерское сельское поселение  |
| 101 | Средняя Сунь                    | деревня | 256       | Суньское сельское поселение         |
| 102 | Старая Чабья                    | деревня | 200       | Шемяковское сельское поселение      |
| 103 | Старое Мочалкино                | деревня | 64        | Шадчинское сельское поселение       |
| 104 | Старый Завод                    | деревня | 79        | Верхнеошминское сельское поселение  |
| 105 | Старый Закамский                | посёлок | 11        | Сокольское сельское поселение       |
| 106 | Старый Кумазан                  | село    | 488       | Дюсьметьевское сельское поселение   |
| 107 | Старый Черкас                   | село    | 83        | Куюк-Ерыксинское сельское поселение |
| 108 | Су-Елга                         | село    | 148       | Малокирменское сельское поселение   |
| 109 | Сухой Берсут                    | посёлок | 5         | Урманчеевское сельское поселение    |
| 110 | Тавели                          | село    | 286       | Тавельское сельское поселение       |
| 111 | Такарлыково                     | посёлок | 1         | Шадчинское сельское поселение       |
| 112 | Тарасово                        | посёлок |           | Урманчеевское сельское поселение    |
| 113 | Тёплое Болото                   | деревня | 23        | Албайское сельское поселение        |
| 114 | Тогуз                           | село    | 188       | Кляушское сельское поселение        |
| 115 | Тулбай                          | село    | 208       | Олуязское сельское поселение        |
| 116 | Уразбахтино                     | село    | 307       | Уразбахтинское сельское поселение   |
| 117 | Урманчеево                      | село    | 236       | Урманчеевское сельское поселение    |
| 118 | Усали                           | село    | 501       | Усалинское сельское поселение       |
| 119 | Уткино                          | деревня | 56        | Нижнешандерское сельское поселение  |
| 120 | Фермы № 2 совхоза «Мамадышский» | посёлок | 234       | Красногорское сельское поселение    |
| 121 | Хасаншино                       | деревня | 91        | Верхнеошминское сельское поселение  |
| 122 | Хафизовка                       | деревня | 77        | Нижнеошминское сельское поселение   |
| 123 | Чаксы                           | село    | 136       | Тавельское сельское поселение       |
| 124 | Чупаево                         | деревня | 11        | Кляушское сельское поселение        |
| 125 | Шадчи                           | село    | 488       | Шадчинское сельское поселение       |
| 126 | Шемяк                           | деревня | 330       | Шемяковское сельское поселение      |
| 127 | Эшче                            | деревня | 11        | Верхнеошминское сельское поселение  |
| 128 | Юкачи                           | деревня | 229       | Шадчинское сельское поселение       |
| 129 | Яковка                          | деревня | 16        | Куюк-Ерыксинское сельское поселение |
| 130 | Ямашево                         | деревня | 237       | Шадчинское сельское поселение       |

Упразднённые населённые пункты:
- 2001 год — деревни Никольское, Отарное Дигитлинского местного самоуправления, деревню Астан-Елга Нижнетаканышского местного самоуправления и деревню Новая Сунь Суньского местного самоуправления[37]

## Герб и флаг
Современные герб и флаг утверждёны Советом Мамадышского муниципального района 2 ноября 2006 года. Она были разработаны на основе исторического герба уездного города Мамадыш Казанской губернии. Основную часть герба занимает зелёный цвет, который символизирует природу, надежду, здоровье и весну. На нём располагается золотой сноп пшеницы, перевязанный красной лентой. Такая композиция указывает на единство сил и духовных устремлений, а также на неразрывную связь жителей сельских и городских поселений. Серебряные серпы по бокам от снопа олицетворяют сельскохозяйственную направленность района. У основания герба расположены две волнистые линии — серебряного и голубого цветов. Голубая полоса символизирует Каму и мелкие реки, серебряная — Вятку. Флаг Мамадышского района представляет собой прямоугольное полотнище, состоящее из трёх горизонтальных полос: зелёной (7/9 ширины полотнища), волнистой белой (1/10 ширины) и голубой. В остальном он полностью повторяет герб.

## Экономика

### Промышленность
Одним из крупнейших предприятий района является Мамадышский спиртзавод. Он был открыт ещё в 1883 году и закрывался на период революции. В 1936-м завод реконструировали, а на предприятии было занято около 150 местных жителей. По состоянию на 2020 год он входит в холдинг «Татспиртпром». Завод является крупнейшем потребителем зерна в республике и ежегодно производит до 7,5 тыс. тонн сухих кормовых дрожжей, которые экспортируют в Германию, Польшу, Латвию и Литву. В 2016 году руководство холдинга решило модернизировать завод, чтобы увеличить объёмы производства. Бюджет на модернизацию составил 1,119 млрд рублей. На Мамадышском спиртзаводе установили новое оборудование. Отчисления во все уровни бюджета «Татспиртпрома» в этот год составили 20,2 млрд рублей: в 2016-м холдинг был вторым по величине налогоплательщиком республики. В 2018 году Мамадышский спиртзавод получил сертификат качества на соответствие международной системе менеджмента безопасности кормов GMP+.
«Мамадышский маслодельно-сыродельный комбинат» работает с 1974 года, в 2007-м был построен новый производственный корпус. Предприятие по производству молока и молочной продукции (17 видов сыра) входит в состав холдинга «Азбука сыра». По итогам 2017 года оборот комбината составил около 4,8 млрд рублей. В 2019 году Центр изучения молочного рынка (Dairy Intelligence Agency) подготовил ТОП-100 переработчиков молока по объёму производства. Мамадышский комбинат занял 22 место.
В 2020 году территории промышленного парка «Вятка» началось строительство нового завода по производству пластиковой посуды — «Вятка пласт», его площадь 1,5 км². Окончание строительных работ намечено на май 2021 года.
За январь-сентябрь 2020 года в районе было отгружено товаров собственного производства по чистым видам экономической деятельности на 7 млрд 207 млн рублей.

### Сельское хозяйство
Сельское хозяйство Мамадышского района включает в себя производство зерна и кормов, животноводство состоит из мясомолочной, свиноводческой, пчеловодческой, звероводческой, птицеводческой отраслей. В районе выращивают пшеницу, рожь, гречиху, ячмень, горох и другие сельскохозяйственные культуры. Площадь угодий района составляет 132 тыс. га, в том числе 88,8 тыс. га — пашни. С/х-производство осуществляют 15 различных предприятий и 53 фермерских хозяйств. Крупными предприятиями района являются агрофирмы «Нократ», «Таканыш» и «Омара».
Наиболее крупным предприятием является «АПК Продовольственная программа». Компания выкупила 26,3 тыс. га земель в Мамадышском районе, которые засеивают зерновыми культурами для продажи и производства кормов. В 2020 году их урожай составил 76 тыс. т. Также компании принадлежит мясоперерабатывающий завод, который выпускает колбасные и мясные изделия (в 2017-м налоговые отчисления в бюджет республики составили 20 млн рублей), и забойный цех мощностью 10 голов крупного рогатого скота в час, открытый в 2018 году в селе Отарка. По состоянию на 2020 год у предприятия более 24 000 голов крупного рогатого скота.
В январе-июне 2020 года валовая продукция сельского хозяйства района принесла 1 млрд 191 млн рублей.

### Инвестиционный потенциал
В 2015 году в Мамадышском районе был открыт промышленный парк «Вятка», который располагается недалеко от федеральной трассы М7 «Волга» и занимает площадь 80 га. Площадка создавалась в рамках федеральной программы стимулирования малого и среднего бизнеса и улучшения инвестиционного климата. На строительство парка выделили 314 млн рублей, из которых 80 % — федеральные средства и 20 % — региональные. Помимо готовой инфраструктуры «Вятка» предлагает резидентам такие льготы, как бесплатные земельные участки в период строительства предприятий, которые впоследствии можно выкупить по цене 0,18 рубля за 1 м2, после чего участки не облагаются налогом. Также резидентам предлагают сниженные тарифы на электроэнергию. На 2020 год в парке 6 резидентов. Тогда же было объявлено о строительстве на территории парка «Вятка» завода по производству клубники на деньги турецких инвесторов, объём инвестиций составит 130 млн рублей, строительство начнётся в 2021-м. На втором этапе инвесторы планируют выращивать томаты, а на третьем — тепличную продукцию.
По состоянию на 2016 год доля малого бизнеса в экономике района составила почти треть — 29,7 %: 244 малых предприятий, 786 индивидуальных предпринимателей и 141 крестьянско-фермерских хозяйств. Для развития малого и среднего предпринимательства, на территории района функционируют промышленные площадки «Сельхозтехника» и «Сельхозхимия», где суммарно работают 20 резидентов.
В январе-июне 2020 года общий объём инвестиций в основной капитал без учёта бюджетных средств составил 1 млрд 217 млн рублей.

### Транспорт
По району проходят 1023 км дорог, среди которых — федеральная трасса М-7 «Москва-Уфа» (пересекает Вятку по мосту южнее Мамадыша) и автодорога Кукмор — Мамадыш — М7. Действуют 2 городских маршрута (Красная горка — п. Дорожников, пос. Южный — пос. Северный), 12 пригородных маршрутов. Автовокзал расположен в городе Мамадыш. По рекам Вятка и Кама осуществляется судоходство, в Мамадыше расположен порт, имеются пристани Соколка и Берсут на Каме.

## Экология
На территории Мамадышского района располагаются четыре памятника природы. «Сокольский лес» занимает площадь 3852 га на берегах Вятки и Камы, к нему же относится водораздельное плато — Сокольи горы. В парке преобладают 30-35-летние сосны, при максимальном возрасте 90 лет. Зона «Берсутские пихтарники» находится около притока Камы — реки Берсут. Общая площадь парка составляет 182,8 га, на территории водится занесённый в Красную книгу бурундук. В 2018 году эта зона вызвала общественный резонанс: часть парка хотели отвести под частное строительство, но прокуратура потребовала вернуть незаконное разрешение на застройку. Третий памятник природы — «Мешебашское лесничество» — занимает территорию площадью 131,6 га у деревни Астан-Елга. В нём находится до 70 видов растений, среди которых колокольчик круглолистный и подъельник обыкновенный. Длина четвёртого памятника — реки Берсут — составляет 52,3 км. Её исток находится около села Верхний Арняш, устье — у посёлка Новый Рыбно-Слободского района.
В Мамадышском районе есть родник «Святая чаша», который по легенде появился возле дуба, где позднее нашли икону Николая Чудотворца. К источнику приезжали паломники не только из соседних селений, но и из Вятской, Уфимской и других областей. В 2012-м у источника установили купальню с часовней.

## Социальная сфера
В 2020 году Мамадышский район вошёл в туристический проект «1001 удовольствие» с экскурсионной программой «КирменЖиены». Гости района посещают крепость-форт «Кирменчук» и музей, расположенный в историческом центре Мамадыша.
На 2020 год в Мамадышском районе работают 68 общеобразовательных учреждений, среди которых одно удмуртское и одно марийское, сельхозлицей и профколледж. В районе 38 сельских Домов культуры, 37 сельских клубов, Мамадышский районный Дом культуры, 54 библиотеки, четыре музея, детская школа искусств (с двумя филиалами), Парк культуры и отдыха имени 60-летия Победы, работает три театра и четыре ансамбля.
В районе 19 объектов культурного наследия. К ним относятся остатки городищ древних поселений, комплекс из 27 надгробий XIV века, а также исторические здания, например, здание городской ратуши и гостиного двора. Эта постройка самая старая в городе — она была возведена в 1785 году после получения Мамадышем статуса уездного города. С 1910 по 1970 годы в здании располагалась пожарная часть.